# Anfilochio di Iconio
Anfilochio di Iconio (in greco antico: Ἀμφιλόχιος Ἰκονίου?; 340 circa – Konya, 403) è stato un vescovo greco antico, autore di importanti scritti, di cui molti perduti. È venerato come santo dalla Chiesa cattolica.

## Agiografia
Figlio di una distinta famiglia della Cappadocia, nacque forse a Cesarea, intorno al 340; suo padre era un eminente avvocato e sua madre Livia notevole per la gentilezza e saggezza.
Probabilmente era primo cugino di Gregorio Nazianzeno, e fu portato nell'ambiente religioso della nobiltà cristiana della sua provincia natale. Studiò legge, praticò a Costantinopoli, ma ben presto si ritirò a condurre una vita religiosa nelle vicinanze del suo amico e parente, il "teologo" di Nazianzo. Tra il 370 e il 373 visse come eremita nei pressi della località di Ozizala, in Cappadocia.
Fu presto coinvolto nel cerchio di influenza intorno a Basilio di Cesarea. All'inizio del 374 divenne vescovo dell'importante sede di Iconio, probabilmente messo lì da Basilio. Dopo la morte di Basilio, rimase in stretti rapporti con Gregorio di Nazianzo e lo accompagnò al Primo Concilio di Costantinopoli (381), dove incontrò Girolamo e conversò con lui (De viris illustribus, c. 133).
Nella storia della teologia occupa un posto di rilievo per la sua difesa della divinità dello Spirito Santo contro i macedoniani. Era a lui che Basilio ha dedicato la sua opera "Sullo Spirito Santo". Scrisse un'opera simile, ora quasi totalmente perduta. Sappiamo, però, che la lesse a Girolamo in occasione del loro incontro a Costantinopoli.
Il suo atteggiamento verso l'arianesimo è illustrato dal noto aneddoto riguardante la sua udienza presso Teodosio I e Arcadio, suo figlio. Quando l'imperatore lo rimproverò per aver ignorato la presenza di suo figlio, egli ricordò che il Signore dell'universo aborrisce coloro che sono ingrati verso Suo Figlio, il loro Salvatore e Benefattore.
Era molto energico contro i messaliani e contribuì all'estirpazione di quella setta (394). I suoi contemporanei lo apprezzarono quale eminente teologo e scrittore scientifico.

## Opere
Il suo unico vero e proprio lavoro esistente è, secondo Bardenhewer, l'Epistola Synodica, una lettera contro l'eresia macedone in nome dei vescovi di Licaonia, probabilmente indirizzata ai vescovi della Licia. I Giambi di Seleuco offrono un catalogo precoce e importante degli scritti canonici.
Gli sono attribuite anche varie omelie, di cui alcune vengono considerate spurie.

## Culto
Viene considerato santo dalla Chiesa cattolica che lo ricorda il 23 novembre. Dal Martirologio Romano: A Konya in Licaonia, nell'odierna Turchia, sant'Anfilochio, vescovo, che, compagno di eremo dei santi Basilio e Gregorio Nazianzeno e loro collega nell'episcopato, fu insigne per santità e dottrina e sostenne molte prove per la fede cattolica.

## Edizioni
- Cornelis Datema, Amphilochii Iconiensis Opera, Turnhout, Brepols 1978 (Corpus Christianorum, Series Graeca, 3).
- Michel Bonnet, en collaboration avec Sever J. Voicu, Homélies I, Paris, Les Éditions du cerf, coll. «Sources Chrétiennes», 2012, 385 p. (ISBN 978-2-204-09979-0)
- Michel Bonnet, en collaboration avec Sever J. Voicu, Homélies, II, Paris, Les Éditions du cerf, coll. «Sources Chrétiennes», 2012, 400 p. (ISBN 978-2-204-09980-6)